# Седна
90377 Седна (симбол: ) је транс-нептунски објекат, и патуљаста планета. Откривена је 14. новембра 2003. из звездарнице Паломара. Иако је отприлике две трећине величине Плутона, због удаљености од Сунца тешко је утврдити тачан облик а самим тиме и је ли у хидростатичној равнотежи. Спектроскопска анализа открила је да је Седнин површински састав сличан ономе код других транснептунских објеката, углавном састављен од комбинације воде, метана и азотних ледова.